# Léon Krier
Pour les articles homonymes, voir Krier.
Léon Krier, né le 7 avril 1946 à Luxembourg,  et mort le 17 juin 2025 à Palma,, est un architecte et un urbaniste dont l'œuvre, qui se place dans la tradition des doctrines classiques et du mouvement Art and craft, inspire le Mouvement postmoderne.
Il est le jeune frère de l'architecte Rob Krier.

## Principales réalisations
- Plan directeur de la ville neuve de Poundbury, 1998, Dorset.

## Écrits
- Cities within the city, 1977, Tokyo
- Albert Speer, Architecture 1932 1942, Bruxelles, AAM Editions, 1985
- L K Architecture and urban design 1967-1992, 1992, ed R Ekonomakis, Académy, Londres
- Architecture, choix ou fatalité, 1996, Norma, Institut français d'architecture, Paris

- Prix Eugène-Carrière de l’Académie française en 1997
- L K Houses, palaces, cities, 1999, ed D Porphyrios, Académy, Londres
- Alter architecture, ici, ailleurs et autrement, 2005, avec Philippe Rothier, Maurice Culot, Bruno Foucart, Archives d'architecture moderne